# Harley-Davidson & L.A. Riders
Harley-Davidson & L.A. Riders (conocido como ハーレーダビッドソン&L.A.ライダーズ en Japón) es un juego de arcade de Sega desarrollado por AM1 y lanzado en 1997. El juego se construyó en el hardware arcade Sega Model 3, y fue oficialmente el primero en usar el Step 2.0 revisión del hardware del Model 3.
Harley-Davidson & L.A. Riders se vendió en dos variantes de gabinete: una versión de lujo que usa un monitor de proyección de 50 pulgadas y sistema hidráulico de motocicleta. La otra variante es un gabinete para sentarse más estándar con un monitor más pequeño de 25 pulgadas, que incluye la misma física de juego menos el sistema hidráulico.

## Jugabilidad
En "Harley-Davidson & L.A. Riders", el jugador monta uno de los cinco modelos de Harley-Davidson. El objetivo es completar una serie de puntos de control alrededor de Los Ángeles con un límite de tiempo. El número de etapas asignadas depende de la configuración de la máquina. Puede ser de tres, cuatro o cinco etapas. El jugador también tiene que recolectar tantos elementos ocultos (como "fichas" que se asemejan al logotipo de Harley-Davidson) como sea posible, para ganar puntos de bonificación. Los puntos simbólicos oscilan entre 1.000 y 100.000 puntos. Los tokens que son más lucrativos (que varían en tamaños de puntos más grandes de 10,000 a 100,000) se encuentran en áreas más oscuras e irrelevantes de Los Ángeles. Las fichas que valen 3000 puntos se encuentran en las esquinas de las calles. Otros que valen entre 10,000 y 50,000 puntos se encuentran en áreas especiales como el campo de golf en Beverly Hills, donde se encuentra una ficha por valor de 30,000. Las fichas por valor de 100.000 son más difíciles de conseguir y están ubicadas en áreas oscuras. De vez en cuando, el jugador encontrará fichas de color rojo-amarillo flotando alrededor de áreas más irrelevantes que le permitirán ganar 5 o 10 segundos de tiempo de bonificación.
Otros controles y botones útiles en el juego son presionar el botón de inicio, que activa un sonido de bocina de la moto. El jugador también puede cambiar la perspectiva de la moto desde tres vistas diferentes: una vista en segunda persona que está justo detrás de su moto, una vista que se muestra muy por detrás de la bicicleta y una vista en primera persona que muestra solo la parte delantera de la moto. (manillar y velocímetro). También puede seleccionar 7 piezas de música de fondo diferentes, cinco de las cuales están asociadas con cada moto jugable. Algunas canciones se reciclaron de otros juegos de arcade de Sega desarrollados por el mismo equipo, como "Dynamite Baseball" (un juego de béisbol japonés) y "Sega Ski Super G", ambos lanzados en 1996.
| Nombre                        | Color    | L.A. Rider | Notas | Música                  |
| ----------------------------- | -------- | ---------- | --- | ----------------------- |
| FLSTF Fat Boy                 | plateado | Rick       | El conductor es un hombre de cabello rubio corto, de Wisconsin (posiblemente Milwaukee, donde se originó Harley-Davidson). Rick usa una chaqueta de cuero negra sobre una camiseta blanca y jeans negros. | Beyond the horizon      |
| FL Panhead 1948               | amarillo | Scott      | El conductor es un vaquero que lleva una chaqueta de cuero de estilo occidental con flecos negros, sobre una camiseta azul claro. Su bicicleta es la más lenta de todos los L.A.Riders y no puede esperar competir con las motos más nuevas. Scott es de Texas. | Cowboys on the freeway  |
| FXDWG Dyna Wide Glide         | azul     | Dave       | El conductor es un miembro de una pandilla de motociclistas con sobrepeso de Dakota del Sur. Dave usa un chaleco azul con un águila en la espalda, jeans y un pañuelo. Aparece en todas las ilustraciones oficiales del juego. | Boss the roadmaster     |
| XL 1200S Sportster 1200 Sport | rojo     | Anne       | El conductor es mujer y tiene el pelo largo y rubio dorado. Ella también usa un chaleco negro con el logo "Sportster" en rojo en la espalda y usa jeans negros. Ella es de Florida. La Sportster tiene una aceleración y un manejo notablemente excelentes. | L.A. blue sky           |
| FXRP (policía)                | blanco   | Suzy       | El conductor es una mujer policía con cabello largo y castaño. La FXRP es una motocicleta de policía de la serie Harley-Davidson FXR y debutó en 1988. Esta motocicleta también es la más rápida de las cinco motocicletas del juego. Al presionar para comenzar a usar esta bicicleta, se activará una sirena de policía, en lugar de las bocinas de las otras bicicletas. | Head for the wild world |

Cuando se completa una partida, cada moto y conductor tiene un material final diferente.
Cuando se te acaba el tiempo en una partida, cada piloto tiene diferentes animaciones de fracaso. El locutor también dirá "¡No te preocupes!" o "¡Inténtalo de nuevo!" dependiendo de su progreso.

## Banda sonora
Una banda sonora oficial para "Harley-Davidson & L.A. Riders" fue lanzada el 18 de marzo de 1998 por Marvelous Entertainment.